# Метаванадат натрия
Ванада́т натрия — неорганическое соединение, натриевая соль метаванадиевой кислоты.

## Внешний вид
Жёлтое кристаллическое вещество, растворимое в воде, очень гигроскопичное.

## Нахождение в природе
Образует два минерала: мунирит (NaVO3) и метамунирит (NaVO3·2H2O).

## Получение
- Сплавление оксида или гидроксида натрия с оксидом ванадия(V):

{\displaystyle {\mathsf {2NaOH+V_{2}O_{5}{\xrightarrow {t}}\ 2NaVO_{3}+H_{2}O}}}
- Взаимодействие хлорида натрия с оксидом ванадия(V) и кислородом:

{\displaystyle {\mathsf {4NaCl+2V_{2}O_{5}+O_{2}\ {\xrightarrow {t}}\ 4NaVO_{3}+2Cl_{2}}}}

## Химические свойства
- Взаимодействует с пероксидом водорода в избытке NaOH, давая сине-фиолетовый раствор тетрапероксованадата натрия:

{\displaystyle {\mathsf {NaVO_{3}+2NaOH+4H_{2}O_{2}\rightarrow Na_{3}VO_{8}+5H_{2}O}}}
- Взаимодействует с NaOH:

{\displaystyle {\mathsf {NaVO_{3}+2NaOH\rightarrow Na_{3}VO_{4}+H_{2}O}}}
- Взаимодействует с пероксидом водорода и {\displaystyle {\ce {HNO3}}}:

{\displaystyle {\mathsf {NaVO_{3}+2H_{2}O_{2}+HNO_{3}\rightarrow H_{3}VO_{2}(O_{2})_{2}+NaNO_{3}+H_{2}O}}}
- Вступает в реакции обмена:

{\displaystyle {\mathsf {2NaVO_{3}+CuSO_{4}\rightarrow Cu(VO_{3})_{2}\downarrow +Na_{2}SO_{4}}}}
- Взаимодействует с раствором аммиака и углекислого газа:

{\displaystyle {\mathsf {NaVO_{3}+NH_{3}+CO_{2}+H_{2}O\rightarrow NH_{4}VO_{3}\downarrow +NaHCO_{3}}}}
- Может быть переведён в соединения ванадия(III) под действием иодида натрия в кислой среде:

{\displaystyle {\mathsf {NaVO_{3}+2NaI+HCl\rightarrow VCl_{3}+I_{2}+3NaCl+3H_{2}O}}}
- Активные металлы (цинк, алюминий, магний, кадмий и др.) в кислой среде последовательно восстанавливают метаванадат натрия до соединений ванадия(IV), ванадия(III) и ванадия(II), как конечного продукта. При этом бесцветный изначально раствор, содержащий ионы VO43-, последовательно переходит в оранжевый (V10O286-), зелёный (V10O286- и VO2+), синий (VO2+), зелёный (V3+) и, наконец, фиолетовый (V2+).

## Применение
Применяется как исходное вещество для синтеза различных соединений ванадия. В лабораторной практике используется как окислитель в ванадатометрии.

## Безопасность
Метаванадат натрия ядовит, его предельно допустимая концентрация составляет 0,5 мг/м³.